# Eschweiler Talbahnhof

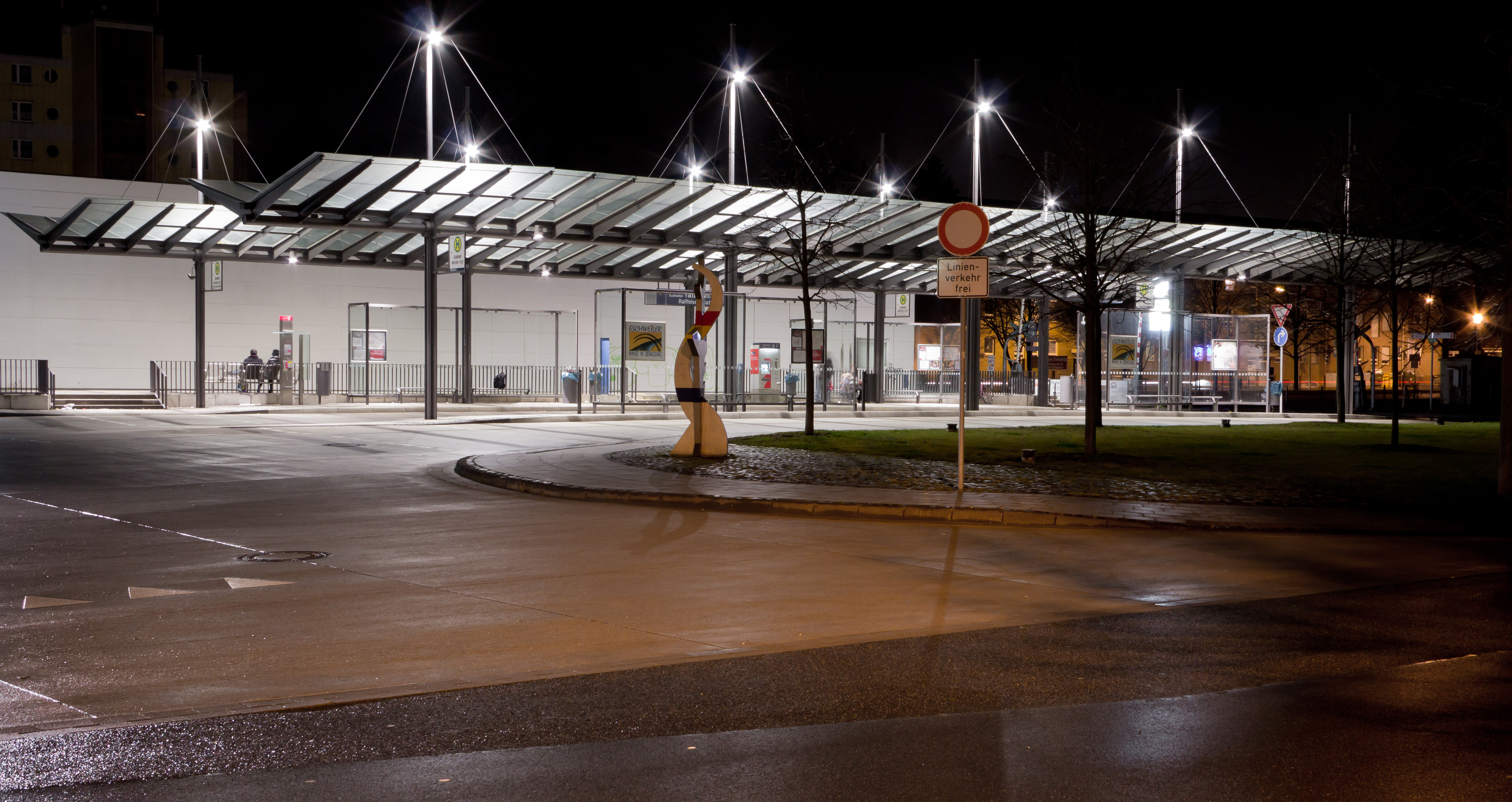
Die Haltestelle Talbahnhof bei Nacht

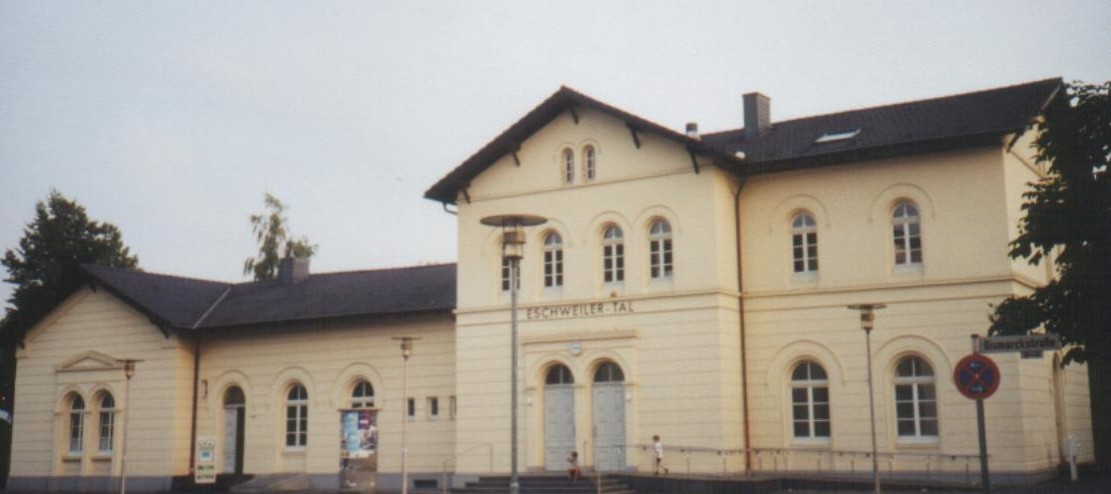
Talbahnhof 2005

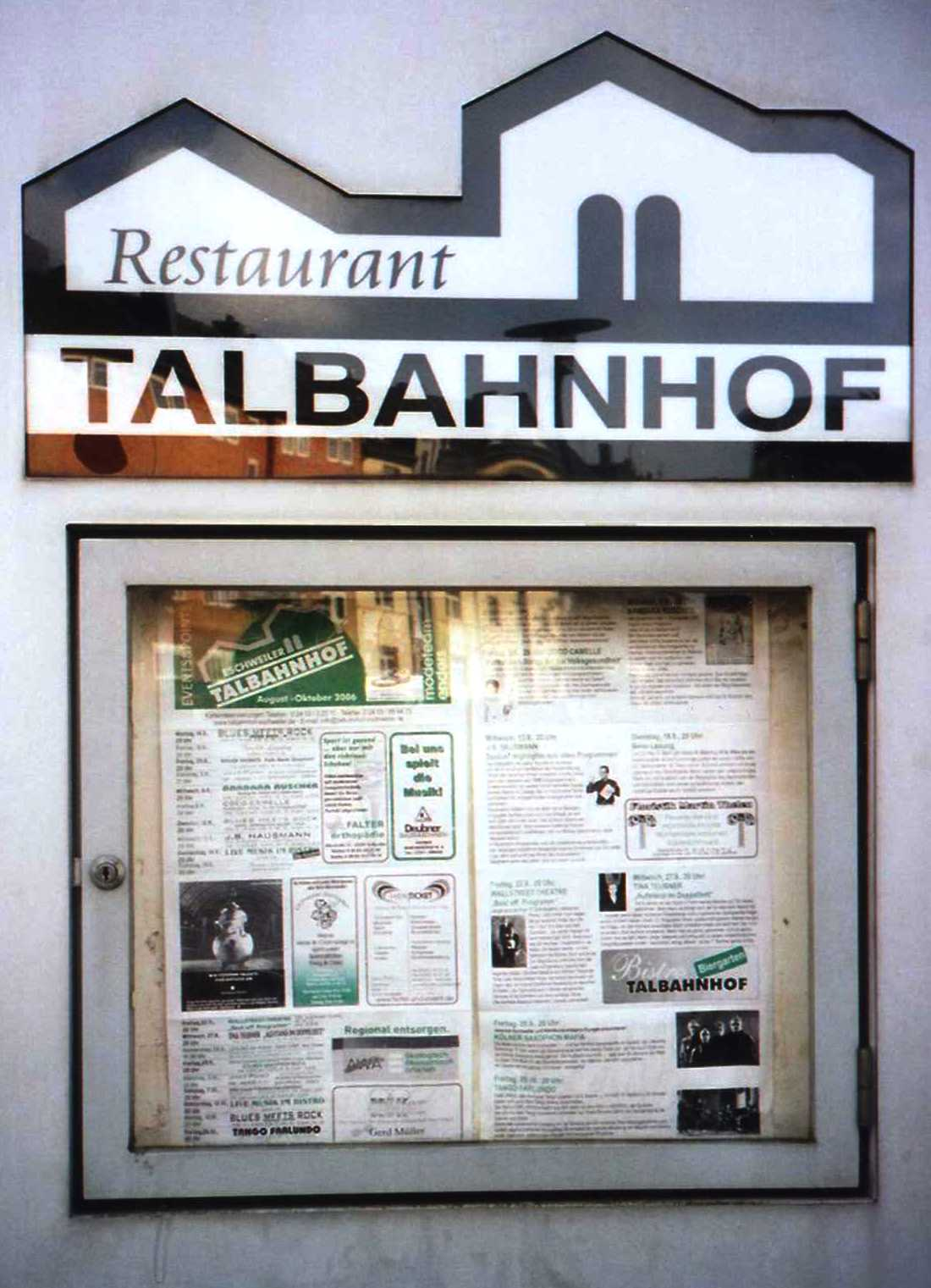
Programmkasten mit Logo

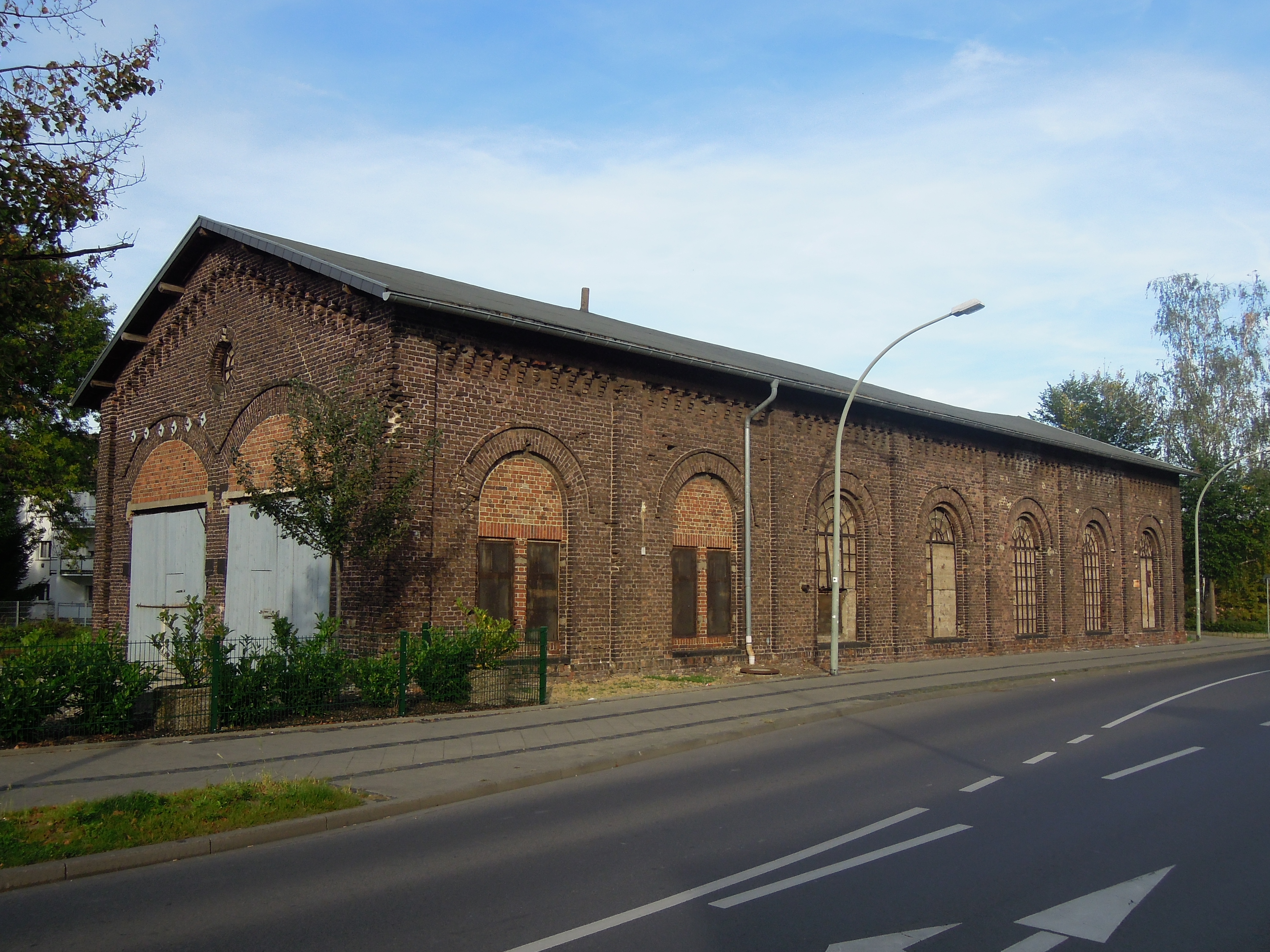
Ehemaliger Lokschuppen aus der Entstehungszeit des Bahnhofs

Der Eschweiler Talbahnhof ist ein Bahnhof an der Bahnstrecke Mönchengladbach–Stolberg in der südlichen Innenstadt von Eschweiler in der Städteregion Aachen. Er wurde 1873 als Bahnhof Eschweiler BME eröffnet und 1983 für den Personenverkehr stillgelegt, Ende der 1980er Jahre auch im Güterverkehr. 2004 erfolgte durch die EVS Euregio Verkehrsschienennetz die Wiedereröffnung als Haltepunkt Eschweiler Talbahnhof/Raiffeisenplatz. 2009 wurde er erneut zum Bahnhof mit Kreuzungsmöglichkeit umgebaut.
Im Empfangsgebäude des ehemaligen Talbahnhofs befindet sich heute ein Kulturzentrum. Viele Einheimische betonen den Namen Talbahnhof auf der zweiten statt auf der ersten Silbe.

## Geschichte

### Bergisch-Märkische Eisenbahn-Gesellschaft
Der zwischenzeitliche Name Eschweiler Thal – später Eschweiler Tal – kommt daher, weil im etwa 800 m breiten Tal der Indemulde zwischen Eschweiler-Röthgen und der Altstadt die Inde sich noch bis Anfang des 19. Jahrhunderts ihren Weg suchte. In der Ebene mit seinerzeit vielen Mooren und Sümpfen hatte der Fluss mehrere Arme. Der südliche Arm verlief etwa dort, wo heute die Talstraße (von 1883 bis 1898 Bahnstraße) verläuft, welche parallel zur Eisenbahnlinie von 1872 bis 1873 in Ost-West-Richtung angelegt wurde.
Am 1. Oktober 1873 wurde die Strecke Rheydt-Odenkirchen–Hochneukirch–Jülich–Frenz–Inden–Weisweiler–Eschweiler-Aue mit einer Gesamtlänge von 48,77 km durch die Bergisch-Märkische Eisenbahn-Gesellschaft eröffnet; die beiden Bahnhöfe auf Eschweiler Gebiet waren Eschweiler-Aue im Stadtteil Aue und Eschweiler Tal. 1872, etwa zur selben Zeit, wurde der Neubau des Bahnhofsgebäudes des Eschweiler Hauptbahnhofs errichtet. Der ebenfalls an der Talbahnlinie liegende Bahnhof Weisweiler kam erst bei der Kommunalen Neugliederung am 1. Januar 1972 zum Stadtgebiet.

### Zweiter Weltkrieg
1937 begann der Bau des Westwalls in der Region Aachen. Der Talbahnhof wurde während der Bauarbeiten als Entladestation für Kiestransporte genutzt. Der Kies wurde per LKW im Dauereinsatz zu den Westwall-Baustellen gefahren. Anlässlich dieser Bauarbeiten wurde eine Panzerverladerampe gebaut, die auch nach dem Zweiten Weltkrieg – neben privater Nutzung (z. B. Land- und Baumaschinen, Zirkus) – von den belgischen Streitkräften benutzt wurde.
Gegen Ende des Zweiten Weltkrieges rückte die Frontlinie von Westen an Eschweiler heran. Im Herbst 1944 wurde der Bahnverkehr auf der Talbahn eingestellt. In den nachfolgenden Kampfhandlungen wurde das Gebäude durch Granatbeschuss schwer beschädigt. Nach der Besetzung Eschweilers durch US-amerikanische Truppen wurden der Betrieb der Talbahn und des Bahnhofs Eschweiler Tal am 4. März 1945 wiederaufgenommen.

### Nachkriegszeit
Ende der 1960er Jahre wurde das gegenüberliegende mechanische Stellwerk mit Schrankenposten abgerissen. Eschweiler Tal erhielt einen Vorbau an der Bahnsteigsseite mit einem Stelltisch. Die Aufgaben des Fahrdienstleiters wurde zusätzlich dem Dienst habenden Beamten übertragen.
Das im Krieg beschädigte Bahnhofsgebäude, nun im Besitz der zwischenzeitlich gegründeten Deutschen Bundesbahn, war jedoch nicht renoviert worden. Die Kosten für die Renovierung hätten sich im Jahr 1960 auf 40.000 D-Mark belaufen und wurden im Jahr 1972 durch die während der Zeit des Wirtschaftswunders eingetretene Inflation auf ungefähr 80.000 D-Mark geschätzt. Während der Wiederaufbau der Stadt Anfang der 1970er-Jahre weitestgehend abgeschlossen war, wurde der Bahnhof zunehmend als Schandfleck empfunden. Daher liefen Überlegungen zu einem Abriss des Empfangsgebäudes an. Stattdessen sollte ein „unverhältnismäßig kleineres, reines Funktionsgebäude“ mit Warteraum und Fahrkartenverkauf entstehen. Die Baukosten für dieses Gebäude wurden mit 100.000 D-Mark beziffert; die Kosten für den Abriss des alten Bahnhofsgebäudes auf 30.000 D-Mark geschätzt. Die Bundesbahn verfügte jedoch nicht über dieses Geld, auch der Vorschlag der Stadt Eschweiler, die Kosten für den Abriss des Empfangsgebäudes zu tragen, wurde nicht angenommen. Da der Fortbestand des Gebäudes unklar war, weigerte sich die Bundesbahn aber ebenfalls, den alten Talbahnhof zu renovieren. Aufgrund dieser Situation wurden die Pläne, ein neues Gebäude zu errichten, verworfen; im Sommer 1976 erfolgte die Fassadenrenovierung.
Am 22. (andere Quellen: 27.) Mai 1983 wurde die Talbahnlinie Richtung Jülich und Aachen für den Personenverkehr eingestellt und der Bahnhof Eschweiler Tal geschlossen. Den Bahnverkehr übernahmen Busse des Aachener Verkehrsverbunds. Der Kreisverkehr mit rundem Springbrunnen sowie der kleine Bushof wurden einige Jahre später abgerissen und durch einen Park ersetzt.

### Nutzung als Kulturzentrum
Das Gebäude wurde 1987 in die Liste der Baudenkmale aufgenommen. Nach einem Vorschlag aus dem Jahr 1989 beschloss der Eschweiler Stadtrat 1991, das Gebäude von der Bundesbahn zu kaufen. Von 1993 bis 1994 wurde das Bahnhofsgebäude zu einem Kulturbahnhof mit Bistro, Kleinkunstbühne sowie Räumen für den 1982 gegründeten Kunstverein und den Eschweiler Geschichtsverein entwickelt. Eröffnung war am 19. November 1994. Seitdem finden regelmäßig Versammlungen diverser Vereine, Vorträge, Liederabende, Kabarett, Autorenlesungen, Kammerkonzerte, Ausstellungen und weitere Veranstaltungen statt.

## Euregiobahn-Haltepunkt
Am 11. September 2004 wurde als Nachfolger des Bahnhofs Eschweiler Tal der Haltepunkt Eschweiler-Talbahnhof/Raiffeisenplatz eröffnet. Dieser liegt wenige Meter westlich vom alten Bahnhof aus der Bundesbahnzeit. Der Haltepunkt erhielt einen neuen Kombibahnsteig; die Formsignale und der Stellwerksvorbau am alten Empfangsgebäude wurden abgebaut und entfernt. Gleichzeitig wurde der Platz vor dem Talbahnhof in Raiffeisenplatz umbenannt, weil die Raiffeisen-Bank Eschweiler an der Finanzierung des Platzumbaus maßgeblich beteiligt war.
Im August 2006 wurden die Bauarbeiten beendet: An der Stelle des Parks befindet sich wieder ein kleiner Bushof mit fünf Bussteigen und zwei Stahlkonstruktionen als Überdachung. Das Carbyn-Denkmal wurde in den kleinen Park jenseits der Franzstraße und das Einhard-Denkmal wieder in den Stadtgarten gesetzt.
Am 10. Juni 2009 ging der bisherige Haltepunkt nach einer Umbausperrung wieder als Bahnhof in Betrieb. Die Kreuzungsmöglichkeit befindet sich nicht am Bahnsteig, sondern im Bereich des ehemaligen Güterbahnhofs. Dort wurde ein beidseitig angebundenes und mit Signalen gesichertes Kreuzungs- und Überholgleis eingerichtet. Gleichzeitig wurden Lichtsignale (System Ks) aufgestellt, die wie die zwei Weichen vom elektronischen Stellwerk der EVS im Stolberger Hauptbahnhof ferngestellt werden.
| Linie | Linienverlauf | Takt   |
| ----- | --- | ------ |
| RB 20 | Euregiobahn: Stolberg (Rheinl) Hbf – Eschweiler-St. Jöris – Alsdorf-Poststraße – Alsdorf-Mariadorf – Alsdorf-Kellersberg – Alsdorf-Annapark – Alsdorf-Busch – Herzogenrath August-Schmidt-Platz – Herzogenrath-Alt-Merkstein – Herzogenrath – Kohlscheid – Aachen West – Aachen Schanz – Aachen Hbf – Aachen-Rothe Erde – Eilendorf – Stolberg (Rheinl) Hbf – Eschweiler-West – Eschweiler Talbahnhof/Raiffeisenplatz – Eschweiler-Nothberg – Eschweiler-Weisweiler – Langerwehe – Düren (aufgrund von Hochwasserschäden längerfristig im Schienenersatzverkehr zwischen Stolberg Hbf und Eschweiler Talbahnhof) Stand: 30. April 2023 | 60 min |
| EW5   | Talbahnhof/Raiffeisenplatz – Langwahn – Schwimmhalle – Eschweiler Bushof – Dürwiß Kirche – Dürwiß Freibad – Blausteinsee \|\| 60 min (samstags, sonn- und feiertags während der Sommerferien) |        |
| 6     | (Talbahnhof/Raiffeisenplatz – Krankenhaus –) Eschweiler Bushof – Dürwiß – Neu-Lohn – Fronhoven – (Weiler-Hausen – Niedermerz –) Aldenhoven – Bourheim – Jülich Walramplatz – Neues Rathaus – Jülich Bf/ZOB \|\| einzelne Fahrten |        |
| 8     | Zweifall – Münsterau – Vicht – Bernardshammer – Binsfeldhammer – Stolberg Altstadt – Stolberg Mühlener Bf – Velau – Steinfurt – Siedlung Waldschule – Pumpe-Stich – Röthgen – Talbahnhof/Raiffeisenplatz – Krankenhaus – Eschweiler Bushof \|\| 30 min 60 min (SVZ) |        |
| 58    | Eschweiler Bushof – Eschweiler Hbf. \|\| 30 min (Mo–Fr 6–8 Uhr, 12–18 Uhr) 60 min (Mo–Fr 8–12 Uhr, Sa 8–15 Uhr) |        |